# Genostomatidae
Famille
Les Genostomatidae  sont une famille de vers plats. La position de cette famille est discutée:  dans les Turbellaria, dans les Neodermata, ou, selon World Register of Marine Species (2 novembre 2023), dans les Fecampiida.
Certaines espèces sont parasites de poissons.

## Systématique
Le nom valide complet (avec auteur) de ce taxon est Genostomatidae Graff, 1903.

## Liste des genres
D'après la base de données World Register of Marine Species (8 novembre 2023), la famille possède un unique genre de quatre espèces : Genostoma Dörler, 1900.

### Attributions incorrectes ou obsolètes
Le genre Piscinquilinus Sluys & Kawakatsu, 2005 , anciennement Ichthyophaga Syromiatnikova, 1949 nec Lesson, 1843 (Aves), appartient désormais à la famille des Piscinquilinidae.